# Epicrionops bicolor
Epicrionops bicolor és una espècie d'amfibis gimnofions de la família Rhinatrematidae. Va ser descrit per George Albert Boulanger el 1883.
És una espècie subterrània que viu als boscs nebulósos primaris, boscos submuntans i boscos contraforts. S'associa amb corrents. Es desconeix la seva capacitat d'adaptació a hàbitats secundaris. Se suposa que pon ous a terra, i les larves es desenvolupen als rius.

## Distribució
Viu als vessants pacífics i amazònics dels Andes a l'Equador i el Perú, així com a la Vall del Cauca a Colòmbia, de 670 a 2070 m d'altitud.
A la Llista Vermella de la UICN és catalogat en la categoria risc mínim.